# Одерон
Одеро́н (від англ. odd — непарний) — гіпотетичний реджеон, що має ті ж квантові числа, що й померон, за винятком від'ємної C-парності. Припускають, що він має проявлятися у сильних взаємодіях при високих енергіях нарівні з помероном. На це указує наявність одеронних розв'язків типу БФКЛ (Балицького — Фадіна — Кураєва — Ліпатова), при цьому інтерсепт такий же високий і досягає одиниці. Термін вперше запропонували Лешек Лукашук і Басараб Ніколеску у 1973 році.
Робилися багаторазові спроби виявити одерон в експерименті. Саме одерон має призводити до ненульового значення різниці повних перерізів протон-протонних і протон-антипротонних зіткнень при асимптотично високих енергіях. Окрім того, саме одерон має призводити до дифракційного народження скалярних і тензорних мезонів при глибоко непружному розсіянні.
У березні 2021 внаслідок співпраці експериментів TOTEM і DØ одерон було спостережено у Великому адронному колайдері.